# BTS Bon Voyage
BTS Bon Voyage (BTS 본보야지?, BTS bon bo-yajiLR) è un reality show sudcoreano in onda dal 2016 al 2020, avente per protagonista il gruppo musicale BTS. Il programma segue i membri del gruppo mentre visitano diversi Paesi in giro per il mondo. Per ciascuna edizione sono stati caricati online anche alcuni episodi di retroscena.
L'autorità per il turismo maltese ha attribuito alla terza edizione del programma l'incremento del 237% nel numero di turisti coreani in visita a Malta nei primi cinque mesi del 2019.

## Edizioni
| Edizione | N° episodi | Date di trasmissione            | Nazioni                      |
| -------- | ---------- | ------------------------------- | ---------------------------- |
| 1ª       | 8          | 5 luglio-23 agosto 2016         | Norvegia, Svezia e Finlandia |
| 2ª       | 8          | 27 giugno-15 agosto 2017        | Hawaii                       |
| 3ª       | 8          | 18 settembre-6 novembre 2018    | Malta                        |
| 4ª       | 8          | 19 novembre 2019-7 gennaio 2020 | Nuova Zelanda                |

### Prima edizione
| n° | Titolo originale | Pubblicazione originale |
| -- | --- | ----------------------- |
| 0  | Epi. 00 | 22 giugno 2016          |
| 1  | Surprise Party (서프라이즈 파티?)                                                                                            | 5 luglio 2016           |
| 2  | Saenggin il (with Taetae-ui moheom) (생긴 일 (with 태태의 모험)?; Cos'è successo? (con le avventure di Taetae))              | 12 luglio 2016          |
| 3  | San neomgo mul geonneo chwachung-udol tu-eo (산 넘고 물 건너 좌충우돌 투어?; Un tour divertente e giocoso per monti e mari!) | 19 luglio 2016          |
| 4  | Bangtan-ui unsu joh-eun nal (방탄의 운수 좋은 날?; Il giorno fortunato dei BTS)                                              | 26 luglio 2016          |
| 5  | 'Jedaero' heungtansonyeondan-ui seonsangpati ('제대로' 흥탄소년단의 선상파티?; La festa degli allegri BTS in crociera)       | 2 agosto 2016           |
| 6  | Kaemping-ka-ui romang (캠핑카의 로망?; Romanticismo in camper)                                                               | 9 agosto 2016           |
| 7  | Bigeuldeur-ui Pinrandeu cheheomgi (비글들의 핀란드 체험기?; I ragazzi impertinenti visitano la Finlandia)                    | 16 agosto 2016          |
| 8  | Han yeoreum-ui Keuriseumaseu (한 여름의 크리스마스?; Natale in estate)                                                       | 23 agosto 2016          |

La prima edizione di BTS Bon Voyage è stata trasmessa su V Live+ dal 5 luglio al 23 agosto 2016 per un totale di otto puntate, durante le quali il gruppo ha visitato tre Paesi scandinavi – la Norvegia, la Svezia e la Finlandia – per festeggiare i tre anni di carriera. La scelta della destinazione è stata fatta dalla produzione una volta sentite le opinioni dei cantanti.
Dopo aver preparato i bagagli, sei dei BTS si dirigono in aeroporto per prendere il volo per Bergen, mentre V parte il giorno seguente poiché impegnato con le riprese di Hwarang. Atterrati in Norvegia, Jimin dimentica la valigia sulla navetta dell'aeroporto, ma riesce a recuperarla grazie all'aiuto di RM, che spiega la situazione in inglese alla compagnia dei trasporti. Una volta assegnati i posti letto nell'ostello dove alloggiano, i membri organizzano una festa per la maggiore età di Jungkook. Il giorno seguente, i BTS vanno ad assistere ad una parata prima di dividersi in due gruppi e salire su una delle montagne della città. Tornati a Bergen in teleferica, vengono raggiunti da V per la cena. Il terzo giorno visitano in barca il fiordo di Sognefjord e il vicino villaggio di Flåm. Con l'aiuto dello staff, i BTS fanno credere a V che la sua borsa, contenente i suoi documenti, sia andata perduta. Trasferitosi a Stoccolma il mattino seguente, il gruppo si divide per trovare l'albergo chiedendo indicazioni agli abitanti del posto, ed esplora la città fino a sera. Durante il quinto giorno, mentre i compagni girano per Gamla stan, RM si reca all'ambasciata per ottenere un permesso di viaggio poiché ha perso il passaporto, ma, dopo una crociera verso Helsinki, è costretto a tornare in Corea anzitempo. In Finlandia, i sei cantanti si dedicano al campeggio mentre si dirigono in camper verso Rovaniemi, per poi esplorare la cittadina in bicicletta. Dopo aver giocato in una sauna, vengono consegnate loro delle lettere da parte dei loro manager e del loro produttore Bang Si-hyuk, oltre ad una videolettera di RM dalla Corea. Il gruppo conclude il viaggio al Santa Claus Village.

### Seconda edizione
| n° | Titolo originale | Pubblicazione originale |
| -- | --- | ----------------------- |
| 1  | Aloha, Hawaii! (알로하~ 하와이!?) | 27 giugno 2017          |
| 2  | Hena, geobug-i, yeolsoegori (헤나, 거북이, 열쇠고리?; Henné, tartarughe, portachiavi)                                                       | 4 luglio 2017           |
| 3  | Ha-wa-i-ui jungsim-eseo BTSreul oechida (하와이의 중심에서 BTS를 외치다?; Urlare BTS nel cuore delle Hawaii)                                | 11 luglio 2017          |
| 4  | Bangtan-ideur-ui saeng-ae cheo helgi cheheom (방탄이들의 생애 첫 헬기 체험?; La prima esperienza in elicottero dei BTS)                     | 18 luglio 2017          |
| 5  | Mission! Suksoreul chaj-ara! (미션! 숙소를 찾아라!?; Missione! Trovate l'alloggio!)                                                         | 25 luglio 2017          |
| 6  | Wa-ikiki-ui bam-eun dangsin-ui natboda areumdapda (와이키키의 밤은 당신의 낮보다 아름답다?; La notte di Waikiki è più bella del tuo giorno) | 1 agosto 2017           |
| 7  | Enjoy hula dance (Enjoy 훌라댄스?; Godersi la hula)                                                                                         | 8 agosto 2017           |
| 8  | Minneundamyeon hana dul set (믿는다면 하나 둘 셋?; Se ti fidi, conta un due tre)                                                            | 15 agosto 2017          |

La seconda edizione di BTS Bon Voyage è stata trasmessa su V Live+ dal 27 giugno al 15 agosto 2017 per un totale di otto puntate, durante le quali il gruppo ha visitato le Hawaii alla conclusione della tappa americana del Wings Tour in un viaggio il cui tema è stato l'amicizia tra i membri. Nel corso della loro permanenza nell'arcipelago, i BTS hanno praticato snorkeling, visitato le cascate Akaka e il parco nazionale Vulcani delle Hawaii. Spostatisi dall'isola di Hawaii a quella di Oahu, hanno nuotato con gli squali e girato per il parco tematico di Jurassic Park in quad. Il viaggio si è concluso su uno yacht, dove i membri del gruppo si sono letti a vicenda delle lettere e hanno guardato un video commemorativo delle tappe principali della loro carriera.

### Terza edizione
| n° | Titolo originale                                                                                            | Pubblicazione originale |
| -- | --- | ----------------------- |
| 0  | Ep. 00 | 12 settembre 2018       |
| 1  | Urineun jijunghaero ganda! (우리는 지중해로 간다!?; Andiamo sul Mar Mediterraneo!)                          | 18 settembre 2018       |
| 2  | Hello, Malta!                                                                                               | 25 settembre 2018       |
| 3  | Ujeong-i neomchineun Balleta-ui bam (우정이 넘치는 발레타의 밤?; Una notte a La Valletta piena di amicizia) | 2 ottobre 2018          |
| 4  | 7-1=7 | 9 ottobre 2018          |
| 5  | Kaemping gosuro ganeun gil (캠핑 고수로 가는 길?; La strada per diventare maestri del campeggio)            | 16 ottobre 2018         |
| 6  | Ttaro, tto gach-i (따로, 또 같이?; Separatamente e insieme)                                                 | 23 ottobre 2018         |
| 7  | I Know What I Am                                                                                            | 30 ottobre 2018         |
| 8  | Aju teukbyeolhan jeonyeok siksa (아주 특별한 저녁 식사?; Un pasto molto speciale)                           | 6 novembre 2018         |

La terza edizione di BTS Bon Voyage è stata trasmessa su V Live+ dal 18 settembre al 6 novembre 2018 per un totale di otto puntate, durante le quali il gruppo ha visitato Malta. Inizialmente solo sei dei BTS sono partiti per il viaggio, poiché V si è dovuto trattenere ancora per qualche tempo in Corea per motivi personali. Egli ha raggiunto gli altri al quarto episodio, e contemporaneamente Suga è dovuto rientrare in patria per motivi di famiglia. Durante il programma il gruppo ha esplorato La Valletta, è andato in traghetto a Gozo ad imparare l'attività subacquea, ha visitato il Popeye Village e Mdina, oltre a dedicarsi alla pesca e al campeggio. Sia V che Jungkook hanno inoltre improvvisato performance soliste in strada. Come per le edizioni precedenti, al termine del viaggio i BTS hanno scritto delle lettere, indirizzate ai loro stessi del futuro, che sono state aperte durante una cena in un ristorante sospeso, prima di concludere la serata al parco divertimenti.

### Quarta edizione
| n° | Titolo originale                                                                       | Pubblicazione originale |
| -- | -------------------------------------------------------------------------------------- | ----------------------- |
| 0  | Ep. 0                                                                                  | 13 novembre 2019        |
| 1  | Seolleneun yeohaeng-ui sijak (설레는 여행의 시작?; L'inizio di un viaggio eccitante)   | 19 novembre 2019        |
| 2  | Bangtan-ege cheongchun-iran? (방탄에게 청춘이란??; Cos'è la gioventu per i BTS?)       | 28 novembre 2019        |
| 3  | Geudaeman-ui byeol (그대만의 별?; Le stelle soltanto tue)                              | 3 dicembre 2019         |
| 4  | 9wor-e chaj-a-on gyeo-ul (9월에 찾아온 겨울?; L'inverno arrivato a settembre)          | 10 dicembre 2019        |
| 5  | Let’s jump!                                                                            | 17 dicembre 2019        |
| 6  | BTS-ui ujeong seutori (BTS의 우정 스토리?; La storia d'amicizia dei BTS)               | 24 dicembre 2019        |
| 7  | Ilgop myeong-ui haengbokhan sigan (일곱 명의 행복한 시간?; I momenti felici dei sette) | 31 dicembre 2019        |
| 8  | Seoroga bon seoro-ui bit 서로가 본 서로의 빛?; La luce gli uni degli altri)            | 7 gennaio 2020          |

La quarta edizione di BTS Bon Voyage è stata trasmessa su Weverse dal 19 novembre 2019 al 7 gennaio 2020 per un totale di otto puntate, durante le quali il gruppo ha visitato la Nuova Zelanda.
Un mese prima del viaggio, i BTS si riuniscono in un ristorante con lo staff per scegliere i luoghi da visitare e gli alloggi in cui soggiornare. Il giorno della partenza, a causa di un problema con i suoi documenti, Jin è obbligato a imbarcarsi su un aereo diverso, atterrando direttamente all'aeroporto di Auckland, mentre gli altri membri del gruppo fanno uno scalo intermedio a Singapore per poi fare rotta verso l'aeroporto di Christchurch, dove i sette ragazzi si riuniscono. Affittati un camper e un SUV presso un autonoleggio, si recano al loro primo alloggio, una pensione alle pendici di una montagna. Il giorno successivo vanno a visitare l'osservatorio all'aperto dell'università di Canterbury sul Monte John, e durante il viaggio J-Hope è vittima di una candid camera che gli fa credere di essere stato dimenticato dal benzinaio. La mattina dopo aver osservato le stelle, i BTS partono per un'escursione sul Monte Cook, facendo una sosta intermedia sul Lago Pukaki. Seguono due giorni di campeggio, con i membri del gruppo che trascorrono le notti in tenda, mentre nel corso della giornata si rilassano in un centro termale, fanno bungee jumping dalla Nevis Highwire Platform sul fiume Nevis, volano in elicottero fino alle nevi perenni, praticano equitazione e pescano salmoni sul Lago Taupo. La tappa finale del viaggio è Queenstown: dopo aver corso insieme sulla pista per slittini della città, i BTS si separano per trascorrere il tempo libero in modi differenti. Jin, Suga e Jungkook vanno a pescare, RM, J-Hope e Jimin a fare un giro in bicicletta e V a visitare la galleria d'arte, prima di terminare condividendo le proprie impressioni sul viaggio.